# V. Alfonz aragóniai király
Nagylelkű Alfonz (spanyolul: Alfonso el Magnánimo, katalánul: Alfons el Magnànim; Medina del Campo, Kasztíliai Királyság, 1396 körül – Nápoly, Nápolyi Királyság, 1458. június 27.), Aragónia és az Aragón Korona országainak királya (V. Alfonz néven) 1416 áprilisától, valamint Nápoly királya (I. Alfonz néven) 1442 júniusától 1458. június 27-én bekövetkezett haláláig.
I. Ferdinánd aragóniai király legidősebb fiaként született. Részt vett a Nápolyi Királyságért folyó trónharcokban III. Lajos, Anjou hercegével szemben a gyermektelen II. Johanna nápolyi királynő kijelölt örököseként, ám 1424-ben elvesztette azt. A nápolyi koronát végül 1442-ben tudta visszaszerezni Anjou Renétől, és ezzel újra létrejött a perszonálunió a két Szicíliai Királyság között a vecsernye után először.
Székhelyét Nápolyban rendezte be. Szövetségese lett többek között Szkander bégnek is, akit támogatott balkáni harcaiban az Oszmán Birodalommal szemben. Az itáliai reneszánsz lelkes támogatója volt mind a művészetek, mind az irodalom terén, emellett nagyfokú építkezéseket folytatott a Castel Nuovóban. Halálával aragóniai címeit öccse, János, míg nápolyi koronáját az 1440-ben törvényesített házasságon kívüli fia, Ferdinánd örökölte.

## Élete
I. Ferdinánd aragóniai király és Kasztíliai Eleonóra alburquerquei grófnő elsőszülött fia. Kasztíliában látta meg a napvilágot, ahol apja másodszülött királyi hercegként kevés eséllyel pályázott a trónra, de Alfonz nagybátyjának, III. Henrik kasztíliai királynak a halála (1406) után annak öccse, az ő apja, Ferdinánd infáns töltötte be a régensi tisztet a kiskorú II. János kasztíliai király nevében. 1412-ben a caspei megegyezés értelmében Alfonz apját választották aragón királlyá, így Alfonz mint elsőszülött lett az aragón trón örököse, és megkapta az ezzel járó Girona hercege címet.
1415. szeptember 19-én csütörtökön Alfonz mint aragón trónörökös fogadta az akkor Katalóniához tartozó Perpignanban az Aragón Korona országaiba érkező Luxemburgi Zsigmondot a betegen fekvő apja, I. Ferdinánd király nevében. (a következő szöveg korabeli, XX. század eleji helyesírással és nyelvi stílussal íródott, így némileg eltér a mai változattól): „Perpignanban is nagy előkészületeket tettek Zsigmond fogadására. A város kapujában két bíbornok fogadta, akik között vonult be a városba. Fogadására megjelentek továbbá a castiliai király követei: a Montesat-rend nagymestere a rend tagjaival együtt, azonfelül ott voltak még kíséretében Alfonso infáns az ország egyházi és világi nagyjaival, valamint a városban jelenlévő castiliai nagyok is. [...] A magyarok közül többek között [...] Garai Miklós nádor is jelen volt.” I. Ferdinánd királlyal két nappal később, szeptember 21-én szombat délután találkozott személyesen Zsigmond az aragón király betegágyánál, hogy a nagy nyugati egyházszakadás megszüntetéséhez megnyerje Hispania urát, aki Kasztília régense is volt. Majd közvetlenül utána látogatta meg a királyi család többi tagját. „[...] Zsigmond elbúcsúzva Ferdinándtól, a királynét, leányát és Alfonso herceg feleségét látogatta meg. Beléptekor a királyi hölgyek az ajtóig mentek eléje. Zsigmond nagy tisztelettel köszöntötte őket és karját nyújtva a királynénak, helyéhez vezette. Helyet foglalva megkezdődött a társalgás. Zsigmond latinul beszélt, Alfonso herceg a tolmács szerepét vitte. A társalgás végeztével Zsigmond elbúcsúzott a hölgyektől és Alfonso kíséretében visszatért szállására.”
V. Alfonznak feleségétől Trastamara Mária kasztíliai királyi hercegnőtől, aki elsőfokú unokatestvére volt, nem születtek gyermekei. Csak házasságon kívül született gyermekek maradtak utána. Vajay Szabolcs kutatásai megerősítik, hogy Alfonznak két Ferdinánd nevű fia volt. Az idősebb Ferdinánd Aragóniai Margittól, Híjar (katalánul: Híxar) bárónőjétől született, de mind a kisfiút, mind pedig az édesanyját a féltékeny, gyermektelen aragón királyné, Kasztíliai Mária vízbe fojtatta. V. Alfonz ugyancsak Ferdinánd nevű másodszülött fiának pedig Giraldona Carlino volt az anyja. A történeti források és irodalmak sokszor egybemosták őket, és bizonytalanság volt az anya személye körül. A tévedést éppen az okozta, hogy mindkét gyermeket Ferdinándnak hívták. V. Alfonz örökösének a származása már életében nagyon sok pletyka forrása volt, és egyesek szerint egészen a királyi családig értek a szálak, mégpedig az aragón királyné húgát, Kasztíliai Katalin villenai hercegnőt, III. Henrik kasztíliai király kisebbik lányát nevezték meg a gyermek anyjának, de ez az újabb kutatások fényében nem állja meg a helyét. Kasztíliai Katalin, aki V. Alfonz kisebb öccsének, Aragóniai Henrik villenai hercegnek volt az első felesége, és ugyanúgy V. Alfonz elsőfokú unokatestére volt, mint a felesége, Mária királyné, egy gyermeket biztosan világra hozott, amely szülés az ő és gyermeke életébe került 1439-ben, de ismereteink szerint ez volt az egyetlen szülése.
V. Alfonz a másodszülött fiára már sokkal jobban vigyázott, és Giraldona Carlinótól még két lánya született, és a feleségétől távol neveltette őket. Törvényes fiúörökös hiányában, mikor 1442-ben I. (Jó) Renátusz nápolyi királytól elhódította a Nápolyi Királyságot, természetes fiát szerette volna az örököséül jelöltetni az újonnan szerzett országában, hiszen örökölt királyságaiban a száli törvény értelmében csak törvényes házasságból született fiúk örökölhettek, így ott az idősebb öccse, II. János navarrai király volt a törvényes örököse.
V. Alfonz 1440. február 17-én már törvényesíttette Ferdinándot a pápával, és 1443. február 23-án a Nápolyi Királyság parlamentje trónörökösnek ismerte el, és megkapta a trónörökösnek kijáró Calabria hercege címet.

## Gyermekei
- Feleségétől, Trastámara Mária (1401–1458) kasztíliai királyi hercegnőtől, nem születtek gyermekei
- Ágyasától, Aragóniai Margit híjari bárónőtől, I. János híjari (katalánul: Híxar) báró lányától, 1 fiú:
  - (Idősebb) Ferdinánd (megh. fiatalon)
- Ágyasától, Giraldona Carlino úrnőtől, 3 gyermek:
  - Eleonóra Diána (–1450) /törvényesítve/, férje Marzanói János Ferenc Marino, Rossano hercege, Nápoly tengernagya (–1494/98), 6 gyermek, utódai között van a Frangepán és a Zrínyi család, többek között:
    - Aragóniai Marzano Lujza, férje Frangepán Bernát (–1527), Veglia, Modrus és Zengg grófja, 7 gyermek, többek között:
      - Frangepán Beatrix (1480–1510), 1. férje Corvin János (1473–1504) horvát bán, I. Mátyás magyar király természetes fia, 3 gyermek, 2. férje Brandenburgi György (1484–1543), újabb gyermekei nem születtek:
        - (1. házasságából): Corvin Erzsébet (1496–1508)
        - (1. házasságából): Corvin Kristóf (1499–1505)
        - (1. házasságából): Corvin Mátyás (1504–1505)

      - Frangepán Ferdinánd (–1540), Veglia, Modrus és Zengg grófja, felesége Brankovics Mária (–1527 előtt), 2 gyermek, többek között:
        - Frangepán Katalin (–1561), férje gróf Zrínyi Miklós (1508 körül–1566) horvát bán, Szigetvár kapitánya, 13 gyermek

    - Marzanói-Aragóniai Mária, férje I. (Todeschini-Piccolomini) Antal (?–1493), Amalfi hercege, 6 gyermek, többek között:
      - Todeschini-Piccolomini Eleonóra (Dianora), férje Sanseverino Bernát (1470 körül–1516/7), Bisignano hercege, 7 gyermek, többek között:
        - Sanseverino Péter Antal (1500 körül–1559), Bisignano hercege, 1. felesége Giovanna Requesens, gyermekei nem születtek, 2. felesége Orsini Júlia, 2 leány, 3. felesége Kasztrióta Irén (1528–1565), San Pietro in Galatina hercegnője, 2 gyermek+1 természetes leány, összesen 5 gyermek, többek között: 
          - (Harmadik házasságából): Sanseverino Miklós Bernát (1541–1606), Bisignano hercege, felesége Della Rovere Izabella (1554–1619) urbinói hercegnő, 1 fiú+2 természetes leány, összesen 3 gyermek
          - (Harmadik házasságából): Sanseverino Viktória, férje II. (Capuai) Ferdinánd (?–1614), Termoli hercege a Nápolyi Királyságban, 1 fiú

  - (Ifjabb) Ferdinánd (1423–1494) /törvényesítve/, 1458-tól I. Ferdinánd néven nápolyi király, 1. felesége Chiaromontei Izabella (1424–1465) tarantói hercegnő, Trisztán (Bertalan) copertinói gróf lánya, 6 gyermek, 2. felesége Trastamarai Johanna (1455–1517) aragón királyi hercegnő, II. János aragóniai király lányától, 2 gyermek+10 természetes gyermek, összesen 18 gyermek, többek között:
    - (1. házasságából): Beatrix (1457–1508), 1. férje I. Mátyás (1443–1490) magyar király, nem születtek gyermekei, 2. férje II. Ulászló (1456–1516) magyar király, nem születtek gyermekei

  - Mária (–1449) /törvényesítve/, férje I. (Estei) Leonello (1407–1450) ferrarai őrgróf, nem születtek gyermekei
- Ágyasától, Hippolita úrnőtől, Giovanni de' Giudici feleségétől, 1 leány:
  - Colia (Covella de' Giudici) (1423/24–1473/75), a biológiai apja nem vette a nevére, nem lett törvényesítve, így anyjának férje volt hivatalosan az apja, férje Appianói Emánuel gróf, Piombino ura (1380 körül–1457), nem születtek gyermekei